# سل پرو
سل پرو (به انگلیسی: Peruvian sol) (به زبان بومی: sol peruano) با کد ایزوی PEH، یکای پول رایج در کشور پرو است. مسئولیت کنترل این واحد پولی برعهدهٔ بانک مرکزی پرو قرار دارد.